# Surface-Conduction-Electron-Emitter-Display

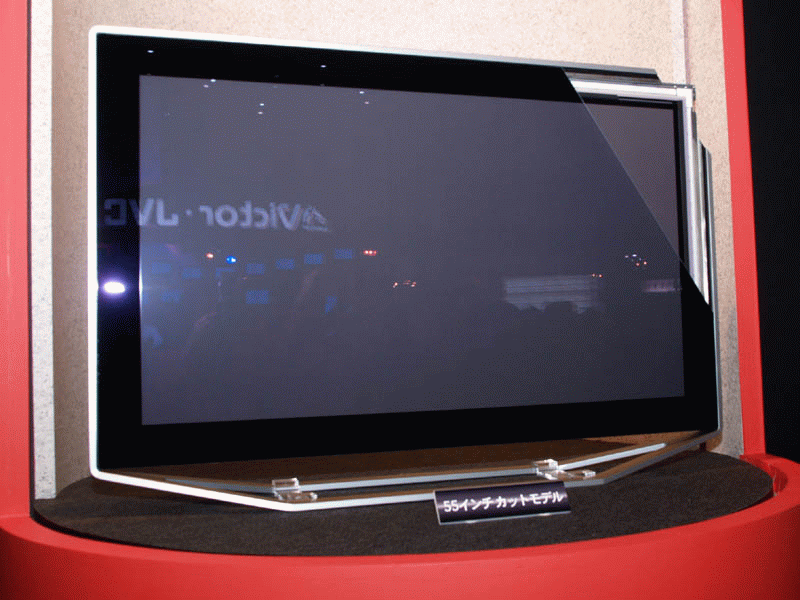
SED-Prototyp Frontansicht

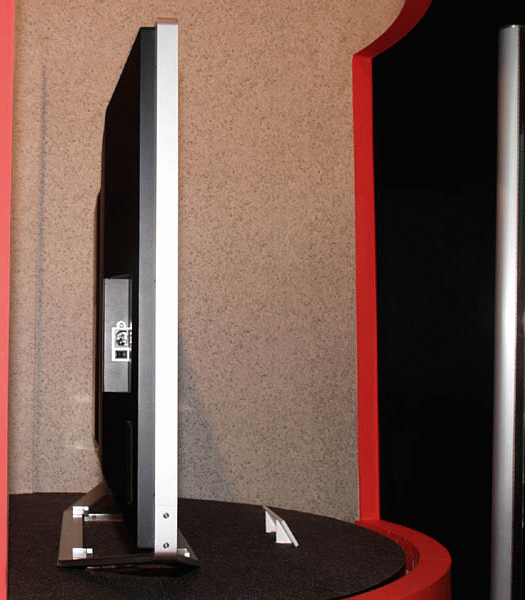
SED-Prototyp Seitenansicht

Surface-Conduction-Electron-Emitter-Display (englisch surface-conduction electron-emitter display, etwa oberflächenleitender Elektronen-Emitter-Bildschirm; SED) bezeichnet eine mit dem Feldemissionsbildschirm (FED) verwandte Bildschirmtechnologie aus leitfähigen Elektronen-Emittern.
Sie wurde ursprünglich von Canon und Toshiba im Joint Venture SED Inc. entwickelt, doch zum 29. Januar 2007 verkaufte Toshiba die 50%ige Beteiligung an der SED Inc. aufgrund von Patentstreitigkeiten mit der Nano-Proprietary Inc. an Canon.
Aufgrund dieser Patentstreitigkeiten wurde die Vermarktung von Bildschirmen auf SED-Basis von Canon Mitte 2007 auf unbestimmte Zeit verschoben. Ende Mai 2010 stellte Canon die Entwicklung von SED-Fernsehern für den Hausgebrauch nach eigenen Angaben ein.

## Funktionsweise
Das Display funktioniert ähnlich wie eine Kathodenstrahlröhre. Doch statt mit einem einzigen Elektronen-Emitter arbeitet ein SED mit je einem Emitter für jedes Subpixel.
Ein Elektronen-Emitter besitzt eine ebene Struktur und einen Emitterbereich, der aus einer ultradünnen Schicht aus Palladiumoxid (PdO), einer Elektrodenschicht und einem Glassubstrat besteht. Die Palladiumoxid-Schicht weist einen wenige Nanometer breiten Schlitz auf. Setzt man die Elektroden unter Spannung, so tritt in diesem winzigen Schlitz ein Tunneleffekt auf. Dieser emittiert dann Elektronen, die im elektrischen Feld einer von außen angelegten Hochspannung beschleunigt und auf ein gegenüberliegendes phosphorbeschichtetes Glassubstrat geschossen werden.
Im Gegensatz zu Bildröhren kommt die SED-Technologie ohne Elektronenstrahl-Ablenkung aus. Dadurch sind große Displays auch für die Wandmontage geeignet.

## Markteinführung
Ursprünglich war geplant, die Produktion von 55-Zoll-Displays in SED-Technik im Juli 2007 auf der konventionellen Fertigungsanlage in Hiratsuka City anlaufen zu lassen.
Im Jahre 2008 wollte Canon mit Toshiba gemeinsam die neue Technologie in Japan und den USA auf den Massenmarkt bringen, was allerdings an patentrechtlichen Streitigkeiten scheiterte. Inzwischen hat Canon diesen Streit gegen Applied Nanotech gewonnen, so dass entsprechende Produkte nun verkauft werden können. Durch die inzwischen ebenfalls marktreif gewordenen OLED-Fernseher hat sich mittlerweile allerdings eine weitere Technologie etabliert, die nunmehr eine zusätzliche Konkurrenz für die Markteinführung der SED-Technologie darstellt.

## Besonderheiten
Der Wirkungsgrad des SE-Displays soll bei über 5 Lumen pro Watt liegen und damit deutlich höher sein als die 1 bis 2 Lumen pro Watt bei Plasmabildschirmen. Gegenüber LC-Displays soll laut Hersteller ein Vorteil von 30 Prozent bestehen. Daraus ergibt sich ein wesentlich geringerer Stromverbrauch: Gegenüber einem LCD benötigt ein SED nur die Hälfte und gegenüber einer Kathodenstrahlröhre nur ein Drittel an Leistung.
Der erreichbare Kontrast von SED ist ebenfalls höher, etwa 100.000 : 1. Das resultiert vor allem aus dem Wegfall einer Hintergrundbeleuchtung, wie sie bei LC-Displays notwendig ist. Das Schwarz wird wie bei Plasmabildschirmen als richtiges Schwarz dargestellt.
Ein weiterer Vorteil gegenüber aktuellen Flachbildschirmen ist die sehr schnelle Reaktionszeit (unter einer Millisekunde) – ähnlich den klassischen Röhrenmonitoren. Ferner wird von den Herstellern auf höhere Farbtreue und größere Blickwinkel hingewiesen.
Ein SED vereint also fast ausschließlich die Vorteile der beiden Technologien CRT und LCD: Geringe Leistungsaufnahme, hoher Kontrast, schnelle Reaktionszeit, tiefes Schwarz und flache Bauweise. Nachteile, die das SED mit anderen Flachbildschirmen teilt, sind die Unterstützung nur einer einzigen Auflösung und die Möglichkeit des Auftauchens von Pixelfehlern sowie die Notwendigkeit, eine vollkommen neue Fertigungstechnik einzuführen. Wie bei allen Bildschirmtechnologien, bei denen phosphorhaltige Leuchtstoffe verwendet werden, besteht auch bei SE-Displays die Gefahr des Einbrennens statischer Bildinhalte. Zudem tritt wie bei allen Kathodenstrahlbildschirmen Röntgenstrahlung aus. Diese existiert bei LCD- und Plasmabildschirmen nicht.